# Caio Ribeiro (canoagem)
Caio Ribeiro (Rio de Janeiro,17 de fevereiro de 1986) é um paracanoísta brasileiro. Recebeu a medalha de bronze nos Jogos Paralímpicos de Verão de 2016 na classe KL3. Participou também das Paralimpíadas de 2020. Teve sua perna esquerda amputada em decorrência de um acidente de motocicleta.